# General Bravo (municipalité)
General Bravo est une municipalité et aussi le nom de son principal centre de population et siège du gouvernement dans l'état mexicain de Nuevo Leon. Il est nommé d'après Nicolás Bravo, un héros de la guerre d'indépendance du Mexique et a été fondée le 18 novembre 1868.